# Михайло, Сокового зять
Михайло, Сокового зять (пом. після 18 січня 1770) — кобзар, бандурист із с.Шаржипіль, Поділля. Супроводив грою і піснями гайдамаків під час повстання 1768 р. Страчений поляками у Кодні.
У Коденській книзі, в якій зафіксовано численні допити учасників Коліївського повстання, а також вироки польсько-шляхетського суду над ними, записано:

| Михайло, Сокового зять з села Шаржиполя. Вирок: цей заслуговує на смерть. 18 січня 1770 року |